# Transaktionsdruck
Bei einem Transaktionsdruck wird ein Dokument erzeugt, mit dem eine Transaktion für einen oder mehrere der Beteiligten dokumentiert wird. Als Transaktion bezeichnet man im wirtschaftlichen Kontext eine gegenseitige Übertragung von Verfügungsrechten an Gütern (Waren oder Dienstleistungen). Beispiele für Transaktionsdokumente sind Lieferscheine, Rechnungen, Mahnungen oder regelmäßige Dokumente wie Mitteilungen über Kontostände oder Vertragsentwicklungen.

## Erläuterung
Unter Transaktionsdokument wird im technischen Kontext ein Geschäftsdokument verstanden, das im Wirtschaftsprogramm z. B. (ERP, SAP) eines Unternehmens erstellt wird und steuerlich wie rechtlich relevant ist.
Mit Transaktionsdruck wird der Druck von variablen Daten bezeichnet, die aus ERP-Programmen stammen. Das Wirtschaftsprogramm eines Unternehmens produziert Daten für Geschäftsdokumente. Die Ausgabe der Daten wird Transaktionsdruck genannt.
Der Begriff Transaktionsdruck beinhaltet nicht nur den eigentlichen Druckvorgang auf dem Papier. Gemeint ist damit vielmehr ein mehrmedialer Prozess, der den klassischen Druck samt Kuvertierung und Frankierung, den virtuellen Druck als Datei z. B. PDF, den Versand per Fax oder E-Mail sowie die Archivierung beinhalten kann. (Quelle: www.covia.de, Postlexikon)

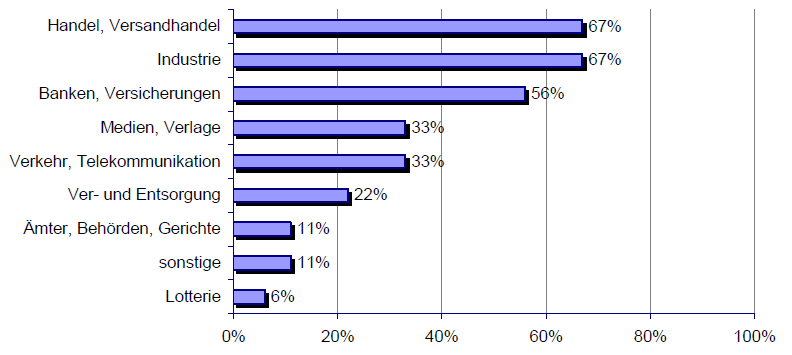
Branchen der Nachfrager von Transaktionsdruck-Dienstleistungen (Deutschland). Quelle: Micus „Marktstudie: Angrenzende Märkte des Postsektors“, 2007, S. 47

Eine wesentliche Rolle beim Transaktionsdruck spielt die Verschiedenheit der einzelnen im Rahmen eines Auftrags erstellten Druckstücke. Bei anderen Drucken in großer Auflage, wie z. B. Mailings, unterscheiden sich die unterschiedlichen Exemplare meist nur durch die verschiedenen Adressierungen. Die Unterschiedlichkeit bei Transaktionsdrucken geht dagegen über den Namen und die Adresse hinaus.
Transaktionsdruck wird heute auch für Werbung und Verkauf genutzt. Diese Kombination bezeichnet man als Transpromo.

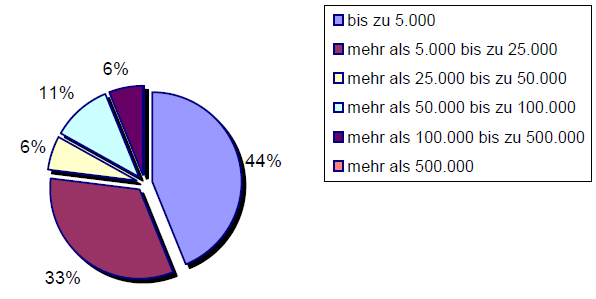
Durchschnittliche Stückzahlen pro Auftrag im Transaktionsdruck (Deutschland). Quelle: Micus „Marktstudie: Angrenzende Märkte des Postsektors“, 2007, S. 44

## Marktvolumen und Marktstruktur (Deutschland)
Die Micus-Studie „Marktstudie: Angrenzende Märkte des Postsektors“ von 2007 legt dar, dass sich der Gesamtmarkt des outgesourcten Transaktionsdruckes bei Druckdienstleistern in Deutschland 2006 auf ca. 1 Mrd. Euro belief. Sechs große Druckdienstleister teilten sich dabei ca. 51 Prozent des Marktes. Die restlichen 49 Prozent waren kleinere Druckanbieter (weniger als 1 Prozent Marktanteil). Damit spielte der Transaktionsdruck nach Direct Mail im Bereich individualisierte Kundenkommunikation eine wesentliche Rolle.

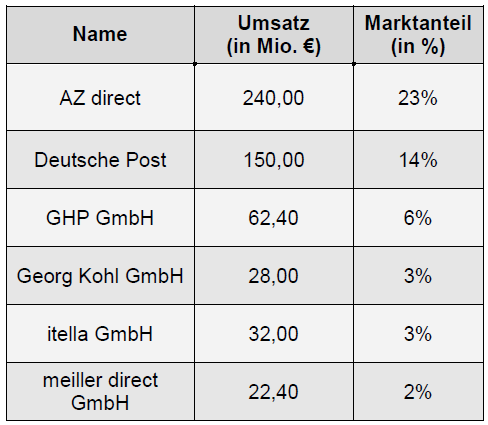
Marktführer und ihre Marktanteile im Bereich Transaktionsdruck (2006, Deutschland). Quelle: Genios, Veröffentlichung der Unternehmen, aus der Micus Studie „Marktstudie: Angrenzende Märkte des Postsektors“ 2007, S. 43

Die Micus-Studie zeigt, dass der Anteil des Transaktionsdrucks am Umsatz der Digitaldruck-Unternehmen steigt, unter anderem zu Lasten von klassischen Direct Mailings. Die Marketing-Investitionen der Unternehmen in Direct Mailings unterliegen stärkeren Schwankungen, während das Transaktionsdruckvolumen, auch auf Grund rechtlicher Notwendigkeiten, weitgehend stabil ist und sogar ansteigt.
Die durchschnittlichen Auftragsvolumina der Druckdienstleister lagen 2006 zu 75 Prozent bei Auflagen kleiner als 25.000, mit einem deutlichen Schwerpunkt bei Auflagen von bis zu 5000 Stück (Quelle: Micus). Dies liegt vor allem an der regelmäßigen Aussendung der Transaktionsdokumente.
Durch die Entwicklung und Verbreitung des Internets ist es heutzutage möglich, Transaktionsdokumente elektronisch an den Kunden zu übermitteln. Insbesondere Telekommunikationsanbieter, aber auch Banken und Versicherungen bieten ihren Kunden Rechnungen etc. per E-Mail und/oder Website an. Vor allem große Transaktionsdruck-Anbieter orientieren sich daran und ergänzen ihr Produktportfolio um entsprechende Dienstleistungen.
Die Kunden der Digitaldruckdienstleister kommen aus allen denkbaren Branchen. Vor allem Handel und Versandhandel, Industrie, Banken und Versicherungen nehmen Transaktions-Druckdienstleistungen in Anspruch. 2006 nutzten z. B. 67 Prozent des Handels- und Versandhandels outgesourcte Transaktions-Druckdienstleistungen (Quelle: Micus).